# Offene Mannigfaltigkeit
In der Mathematik ist eine offene Mannigfaltigkeit eine Mannigfaltigkeit ohne Rand, deren Zusammenhangskomponenten alle nicht-kompakt sind. Das konträre Konzept einer offenen Mannigfaltigkeit ist das der geschlossenen Mannigfaltigkeit.

## Beispiele offener Mannigfaltigkeiten
- der euklidische Raum {\displaystyle \mathbb {R} ^{n}}
- jede offene Teilmenge des {\displaystyle \mathbb {R} ^{n}}
- der punktierte Torus
- die Whitehead-Mannigfaltigkeit

## Zahme Enden
Ein Ende einer offenen Mannigfaltigkeit heißt zahm, wenn es eine Folge endlich dominierter Umgebungen {\displaystyle U_{i}} mit
{\displaystyle \bigcap _{i}{\overline {U_{i}}}=\emptyset } und {\displaystyle \pi _{1}U_{i}=\pi _{1}E\ \forall i}
besitzt.
Eine offene Mannigfaltigkeit ist das Innere einer kompakten Mannigfaltigkeit mit Rand, wenn die Enden zahm sind und für alle Enden die Siebenmann-Obstruktion
{\displaystyle \left[E\right]\in \varprojlim _{i\in I}{\widetilde {K_{0}}}(\mathbb {Z} \left[\pi _{1}U_{i}\right])}
im projektiven Limes der reduzierten algebraischen K-Theorie der Gruppenringe verschwindet, also {\displaystyle \left[E\right]=0} gilt.